# 洪明甫
洪 明甫（ホン・ミョンボ、홍명보、1969年2月12日 - ）は、韓国・ソウル出身の元サッカー選手、サッカー指導者。現在は同国代表の監督を務めている。
現役時代のポジションはセンターバック、ディフェンシヴハーフ。韓国代表史上最多の136キャップを誇り、ワールドカップには4大会連続で出場した。またペレが選ぶ偉大なサッカー選手100人にも選出されている。引退後にサッカーを通じた慈善活動として財団「洪明甫財団」を設立、子供サッカー教室支援、有望な若手選手の発掘・育成・奨学金支援などを行なっている。

## クラブ経歴
1992年浦項スティーラースでプロのキャリアをスタートさせ約5年間プレー。1995年5月10日には47メートルのFKを決めた。
1994年12月28日には、ワールドカップでの活躍で、アジア以外でも存在が知られるようになり、ASローマ主催のチャリティーマッチに、世界選抜の一員として、アジアから三浦知良と共に招かれて出場、10番を着てプレー、裏に抜け出した三浦にスルーパスを出すなどのプレーを見せた。12月30日には、ACミラン主催のチャリティーマッチにも世界選抜の一員として出場した。
Jリーグではベルマーレ平塚に1シーズン半、柏レイソルに3シーズン在籍。Jリーグ移籍前にはイタリア、フランス、ドイツの各強豪と言われる様なクラブ、更にスペインのFCバルセロナからのオファーも受けたが、数年間獲得に関心を持ち続け、条件のいい熱心なオファーをしていたことから、ベルマーレ平塚にシーズン途中の移籍をした。1994年にもJリーグ入りの話は有ったが、韓国サッカー協会、周囲の反対も有り、Jリーグ入りは実現しなかったが、2002年日韓大会の共同開催が決まったこともあり、ようやく移籍の話がまとまった。デビュー戦となった7月2日の名古屋グランパス戦で、ストイコビッチを完全に抑え込んだ。同年の天皇杯3回戦ジヤトコ戦で移籍後初得点を記録した。ベルマーレ在籍中はチーム事情からボランチでプレーした。1997年12月4日にはワールドカップフランス大会を記念したヨーロッパ選抜対世界選抜の試合に、ジダン、中田英寿らと共に出場した。
1999年ヨーロッパのクラブからもオファーを受けたが、柏レイソルに移籍、Jリーグで初の韓国人選手のキャプテンとなった。洪の加入でレイソルの守備は安定し、1st、2ndステージ共に4位の成績を残した。1stステージ、3月13日、第2節のアビスパ福岡戦でJリーグでの移籍後初ゴールを決め、5月29日15節の古巣ベルマーレ平塚戦では同点ゴールを決めた。第2ステージ12節のアビスパ福岡戦でゴール、13節のジュビロ磐田戦では決勝ゴールを決める活躍を見せた。同年のナビスコカップ 準々決勝、ジュビロ磐田戦第1戦ではロスタイムにゴールを決め、準決勝進出に貢献、準決勝の名古屋グランパス戦、2ndレグでイエローカードを受け、イエローカード累積の為、決勝の鹿島アントラーズ戦ではプレー出来なかったが、ナビスコカップ優勝に貢献した。また同年開催されたJリーグたらみオールスターサッカーに出場した。
2000年には韓国代表そして浦項時代のチームメート黄善洪がレイソルに加入、またこの年から西野朗監督からの依頼でキャプテンに就任した。1stステージの第4節のFC東京戦では決勝ゴールを決め、5月20日、第14節の川崎フロンターレ戦では先制点を決めた。2ndステージ最終節柏は鹿島アントラーズとの直接対決で勝てば優勝というところまで迫るも、スコアレスドローで2位となり、ステージ優勝は逃したが(年間勝点数ではリーグ1位となった。)、チームを牽引して、Jリーグベストイレブンに選ばれた。
2001年には洪の誘いで柳想鐵が加入し、韓国代表選手3名が揃う陣容で優勝を目指したが、チームは調子が出ず低迷した。洪は怪我で2ndステージ、8月18日の横浜F・マリノス戦以降の試合を欠場し、2001年12月9日退団セレモニーが行われ、レイソルを退団した。同年8月4日にはJリーグたらみオールスターサッカーに出場した。
その後、浦項スティーラースへの復帰を経て、新たな挑戦そして、英語やマーケティングなどを学ぶ意味も込め、MLSのL.Aギャラクシーでプレーし、2003年MLSオールスターゲームにコミッショナー選出で出場、2004年に現役を退いた。
2004年3月にペレが選ぶ偉大なサッカー選手100人に選出された。
2019年にはJリーググローバルアンバサダーに就任した。

## 代表経歴
ワールドカップには4大会連続出場。高麗大学校時代より代表入りし、ワールドカップ1990年イタリア大会に出場。
1994年のアメリカ大会では、スペイン戦では1得点1アシスト(ソ・ジョンウォンのゴールをアシスト)、ドイツ戦でも1得点を決めたが、2分け1敗でグループリーグ敗退した。
1998年フランス大会でも、1分け2敗でグループリーグ敗退に終わる。
2000年にはオーバーエイジ枠でシドニーオリンピックにも出場した。
2002年日韓大会では、準々決勝スペイン戦では、PK戦で5人目のキッカーとしてPKを成功させ、韓国はベスト4入りとなった。韓国代表のベスト4進出に大きく貢献し、アジア人初のブロンズボール賞に輝いた。

## 指導者経歴
2004年に現役を退いた後、2005年10月、ディック・アドフォカート監督の下、韓国代表アシスタントコーチに就任し、2006年ワールドカップに参加。アドフォカート退任後に就任したピム・ファーベーク監督の下でも同職を務め、AFCアジアカップ2007に参戦した。2007年から2008年までU-23韓国代表のアシスタントコーチを務めた後、2009年にU-20韓国代表の監督に就任。U-20ワールドカップ2009年大会で同代表をベスト8に導いた。2009年10月、その実績を認められオリンピック韓国代表の監督に就任。ロンドンオリンピックで韓国サッカー史上初となる銅メダル獲得の快挙を果たした。
ロンドンオリンピック後は、2013年1月から2002年ワールドカップ韓国代表監督だったフース・ヒディンクが率いるロシアプレミアリーグのアンジ・マハチカラで指導者研修を受けた。2013年6月26日、2014年ワールドカップ予選突破後に退任した崔康熙の後任として、韓国代表監督に就任した。契約では2014年ワールドカップだけでなく、2015年1月のアジアカップまで韓国代表を率いることとなっている。2014年、ワールドカップ本戦は1分2敗でグループリーグ最下位で敗退し、大韓サッカー協会に辞意を伝えたが7月3日に協会は洪の続投を決定 した。しかし、10日になり一転して辞任することを表明した。ワールドカップ敗退後に選手たちと会食した時の映像が流出した ことや、代表メンバー選考において個人的な関係を優先した「義理起用」 などで批判報道に晒されていた。
2014年11月、AFC初代殿堂入りを果たした。
Jリーグのアルビレックス新潟にも興味を示されており、就任の可能性はあったが契約には至らなかったという。
2016シーズンより中国サッカー・スーパーリーグの杭州緑城の監督をしていたが、2017年5月に退任。
2021年から蔚山現代FCの監督に就任、2022年にはチームを優勝に導き、リーグの最優秀監督に選出された。
2024年7月、10年ぶりに韓国代表監督に就任した。

## プレースタイル
- キャプテンとしてチームを後方から鼓舞し[9]、鋭い読み、正確な前線へのフィード[35]、高度な戦術眼と技術を備え[36]、またミドルシュートを得意とし、センターバックやボランチの位置でプレーした[37]。またレイソルでは彼が後方からチームを鼓舞することで、北嶋秀朗、明神智和、大野敏隆、平山智規ら若い選手たちの急速な成長を促した[9]。
- 三浦知良は洪について、他の韓国人選手の様にガツガツ来るタイプではなく、闘志を内に秘めているが、頭を使ったスマートなプレーをする選手で、ピッチ内外でジェントルマンであったと述べている[37]。
- 洪に憧れていたという元日本代表の茂庭照幸は、洪について、前にもいけて、カバーもできる。フィードもうまくて、自分でも持って上がれる。何拍子もそろったすごい選手[35]、とインタビューで話していた。
- 日本代表の監督も務めた加茂周は、2002年日韓大会での韓国代表監督ヒディンク監督の一番のヒットは、ベテランDFの洪を代表に呼び戻したことであるとし、ピッチ上に洪という存在が居ることの意味は大きく、洪はプレスに行くのか、待つのか、全体を把握し韓国代表を統率をしている。と評価していた[38]。

## エピソードなど

### アメリカでの登録名
ロサンゼルス・ギャラクシー在籍時の登録名は「BO」であった。リーグ戦でも選手名として背中に「BO」と書かれたユニフォームを着用してプレーし、2003年に母国・韓国で開催されたピースカップにギャラクシーの一員として参加した際、リーグ戦と同様に「BO」のネームの入ったユニフォームを着用しプレーしている。また「BO基金」を設立したほか、アメリカ・カリフォルニア州に開設したサッカースクールの名称も「BOサッカーアカデミー」である。

### その他
- キャリアの中で最も情熱を注いだのはレイソル時代だ、と後に回想した[8]。
- 柏時代、「日本人選手は勝敗に対して淡白すぎるし、個人主義で人任せなところがある」と言っていた彼は、徹底した勝負根性と自己犠牲の精神を訴え続け、大事な試合前になるとチームメイトを行きつけの焼肉屋に集めて、自腹を切って決起集会を開くこともあった[39]。
- 日本サッカー協会の若手育成システムやJリーグの運営法に好感を持っており、「大韓サッカー協会は日本のサッカー協会から多くのことを学ぶ必要があるのです」との見解を示している。また、有望な韓国人サッカー選手が、相次いでJリーグへの進出を志望していることに対しては「Jリーグに行ってコンビニの弁当を食べながら、トレーニングする状況を選択してはいけない」「若いころから日本に渡ると、私生活で壁にぶち当たり、自分のレベルを引き上げるのが難しくなる」と警鐘を鳴らしている[40]。
- 自身の出来事を高校の選手権時代から振り返り、また当時在籍していたJリーグで体験した事を韓国のスポーツ新聞で連載した『洪明甫のJリーグ短信』を綴った『LIBERO 洪明甫自伝』が日本では集英社から出版されている。また、2002 FIFAワールドカップ開催前に漫画家のむつ利之がその洪明甫をモデルにして描いた漫画が講談社の「週刊少年マガジン」の読切り漫画で掲載された。この作品は後にKBS第2テレビのバラエティー番組『スポンジ』にて本人の証言で紹介された。
- 韓国のメディアは、若手の韓国人ディフェンダー（特にJリーグに移籍する選手）に対しては「洪明甫二世」という呼び方をすることがある[41][42]。
- 現役当時韓国のメディアにおいて盛んに、井原正巳と並ぶアジア最高のリベロと言われた。またどちらがアジア最高のリベロかという比較が日韓メディアで盛んに行われた。2004年に行われた井原の引退試合にも出場した[37]。
- Kリーグでプレーした韓国人選手としては、洪が初のJリーグ入りをした選手となり、以降の韓国人プレーヤーのJリーグ加入の道を開いた[7]。
- 韓国代表や、平塚・柏といったクラブチームでは「20」を好んで付けていた（ベルマーレ入団時は途中入団だったため「37」）。 ロサンゼルス・ギャラクシーでは「18」、「20」は当時のエースストライカーカルロス・ルイス（英語版）が着けていた。

## 柏レイソル退団時の挨拶
柏レイソル退団の際以下のメッセージを残した。
日本に来て4年7ヶ月、柏レイソルに来て3年、優勝の悲願を胸に、戦ってきましたが、ここで、ひとまず、ピリオドを打たなくてはいけない「とき」がきました。
ここ、レイソルには、実に、さまざまな思い出があります。
苦しいトレーニング、試合。勝ち、そして負け。
昨年の11月26日、鹿島アントラーズとの試合で引き分け、Jリーグ優勝を逃しました。とても、くやしかった。
そして、今年、8月23日、チームドクターの疲労骨折だとの診断。そして、当分、ゲームには出場できない、と聞かされました。言葉もないほど、くやしかった。
くやしかったことばかり申し上げました。しかし、そのくやしかったこと、全ては、私が愛する、｢サッカー｣のせいで、｢サッカー｣の為でくやしかったわけです。
それも仕方ない事だと思います。
私は、これからも、サッカーを続けようと思います。そして、現役を引退してからも、サッカーに関わり続けることと思います。みなさんも、これからも、サッカーを愛しつづけることと思います。
今日は、私たちの為に、ありがとうございました。
今までの、あたたかい、応援に対して、感謝申し上げます。
私、洪明甫は、これからも、サッカーと共に、歩み続けたいと、思います。
柏レイソルのサポーター、関係者の皆様、そして日本の皆様、ありがとうございました。」と述べ、日本を去った。

## 個人成績
| 国内大会個人成績 | 国内大会個人成績 | 国内大会個人成績 | 国内大会個人成績 | 国内大会個人成績 | 国内大会個人成績 | 国内大会個人成績         | 国内大会個人成績         | 国内大会個人成績 | 国内大会個人成績 | 国内大会個人成績 | 国内大会個人成績 |
| 年度             | クラブ           | 背番号           | リーグ           | リーグ戦         | リーグ戦         | リーグ杯                 | リーグ杯                 | オープン杯       | オープン杯       | 期間通算         | 期間通算         |
| 年度             | クラブ           | 背番号           | リーグ           | 出場             | 得点             | 出場                     | 得点                     | 出場             | 得点             | 出場             | 得点             |
| 韓国             | 韓国             | 韓国             | 韓国             | リーグ戦         | リーグ戦         | リーグ杯                 | リーグ杯                 | FA杯             | FA杯             | 期間通算         | 期間通算         |
| ---------------- | ---------------- | ---------------- | ---------------- | ---------------- | ---------------- | ------------------------ | ------------------------ | ---------------- | ---------------- | ---------------- | ---------------- |
| 1992             | 浦項             |                  | Kリーグ          | 29               | 1                | 8                        | 0                        | -                | -                | 37               | 1                |
| 1993             | 浦項             |                  | Kリーグ          | 11               | 1                | 1                        | 0                        | -                | -                | 12               | 1                |
| 1994             | 浦項             |                  | Kリーグ          | 17               | 4                | 0                        | 0                        | -                | -                | 17               | 4                |
| 1995             | 浦項             |                  | Kリーグ          | 24               | 1                | 7                        | 0                        | -                | -                | 31               | 1                |
| 1996             | 浦項             |                  | Kリーグ          | 29               | 7                | 5                        | 0                        |                  |                  |                  |                  |
| 1997             | 浦項             |                  | Kリーグ          | 0                | 0                | 6                        | 0                        |                  |                  |                  |                  |
| 日本             | 日本             | 日本             | 日本             | リーグ戦         | リーグ戦         | リーグ杯                 | リーグ杯                 | 天皇杯           | 天皇杯           | 期間通算         | 期間通算         |
| 1997             | 平塚             | 37               | J                | 10               | 0                | 0                        | 0                        | 3                | 1                | 13               | 1                |
| 1998             | 平塚             | 20               | J                | 32               | 0                | 0                        | 0                        | 2                | 0                | 34               | 0                |
| 1999             | 柏               | 20               | J1               | 28               | 5                | 5                        | 2                        | 4                | 2                | 37               | 9                |
| 2000             | 柏               | 20               | J1               | 29               | 2                | 2                        | 0                        | 2                | 0                | 33               | 2                |
| 2001             | 柏               | 20               | J1               | 15               | 0                | 3                        | 0                        | 0                | 0                | 18               | 0                |
| 韓国             | 韓国             | 韓国             | 韓国             | リーグ戦         | リーグ戦         | リーグ杯                 | リーグ杯                 | FA杯             | FA杯             | 期間通算         | 期間通算         |
| 2002             | 浦項             |                  | Kリーグ          | 19               | 0                | 0                        | 0                        |                  |                  |                  |                  |
| アメリカ         | アメリカ         | アメリカ         | アメリカ         | リーグ戦         | リーグ戦         | リーグ杯                 | リーグ杯                 | USオープン杯     | USオープン杯     | 期間通算         | 期間通算         |
| 2003             | LAギャラクシー   |                  | MLS              | 25               | 0                | -                        | -                        | 2                | 0                | 27               | 0                |
| 2004             | LAギャラクシー   |                  | MLS              | 13               | 0                | -                        | -                        | 0                | 0                | 13               | 0                |
| 通算             | 韓国             | 韓国             | Kリーグ          | 129              | 14               | 27                       | 0\|\|\|\|\|\|\|\|        |                  |                  |                  |                  |
| 通算             | 日本             | 日本             | J1               | 114              | 7                | 10                       | 2                        | 11               | 3                | 135              | 12               |
| 通算             | アメリカ         | アメリカ         | MLS              | 38               | 0                | -\|\|\|2\|\|0\|\|40\|\|0 | -\|\|\|2\|\|0\|\|40\|\|0 |                  |                  |                  |                  |
| 総通算           | 総通算           | 総通算           | 総通算           | 281              | 21               | 37                       | 2\|\|\|\|\|\|\|\|        |                  |                  |                  |                  |

## 代表歴

### 出場大会
- 韓国代表
  - 1990 FIFAワールドカップ (グループリーグ敗退)
  - 1994 FIFAワールドカップ (グループリーグ敗退)
  - 1998 FIFAワールドカップ (グループリーグ敗退)
  - 2002 FIFAワールドカップ (ベスト4)

### 試合数
- 国際Aマッチ 136試合 10得点（1990年-2002年）[43][44]

| 韓国代表 | 国際Aマッチ | 国際Aマッチ |
| 年       | 出場        | 得点        |
| -------- | ----------- | ----------- |
| 1990     | 20          | 2           |
| 1991     | 1           | 0           |
| 1992     | 3           | 1           |
| 1993     | 18          | 2           |
| 1994     | 14          | 4           |
| 1995     | 5           | 0           |
| 1996     | 16          | 1           |
| 1997     | 12          | 0           |
| 1998     | 8           | 0           |
| 1999     | 5           | 0           |
| 2000     | 11          | 0           |
| 2001     | 7           | 0           |
| 2002     | 16          | 0           |
| 通算     | 136         | 10          |

### 得点
| #   | 日時            | 開催地               | 対戦国               | 試合結果     | 大会                         |
| --- | --------------- | -------------------- | -------------------- | ------------ | ---------------------------- |
| 1.  | 1990年 8月3日   | 北京, 中国           | 中華人民共和国       | 1–1 (6–5 PK) | 1990 ダイナスティカップ      |
| 2.  | 1990年 9月23日  | 北京, 中国           | シンガポール         | 7–0          | アジア競技大会               |
| 3.  | 1992年 8月24日  | 北京, 中国           | 北朝鮮               | 1–1          | 1992 ダイナスティカップ      |
| 4.  | 1993年 5月13日  | ベイルート, レバノン | インド               | 3–0          | 1994 FIFA ワールドカップ予選 |
| 5.  | 1993年 10月19日 | ドーハ, クエート     | イラク               | 2–2          | 1994 FIFA ワールドカップ予選 |
| 6.  | 1994年 7月5日   | ボストン, アメリカ   | エクアドル           | 1–2          | 親善試合                     |
| 7.  | 1994年 7月17日  | ダラス, アメリカ     | スペイン             | 2–2          | 1994 FIFA ワールドカップ     |
| 8.  | 1994年 7月27日  | ダラス, アメリカ     | ドイツ               | 2–3          | 1994 FIFA ワールドカップ     |
| 9.  | 1994年 9月11日  | 江陵, 韓国           | ウクライナ           | 1–0          | 親善試合                     |
| 10. | 1996年 8月8日   | ホーチミン, ベトナム | チャイニーズタイペイ | 4–0          | 1996 アジアカップ予選        |

## 個人タイトル
- FIFA100
- Kリーグ -ベストイレブン、1992年、1994年、1995年、1996年、2002年
- 1992年 - Kリーグ 年間MVP
- 2000年 - Jリーグベストイレブン
- 2000年 -アジアカップベストイレブン
- 2002年 - 日韓W杯ブロンズボール

## 指導歴
- 2005年10月 - 2007年  韓国代表 アシスタントコーチ
- 2007年 - 2008年  U-23韓国代表 アシスタントコーチ
- 2009年  U-20韓国代表 監督
- 2009年10月 - 2012年  ロンドンオリンピック韓国代表 監督
- 2013年6月 - 2014年7月  韓国代表 監督
- 2016年1月 - 2017年  杭州緑城足球倶楽部　監督
- 2021年 -  蔚山現代FC/蔚山HD FC 監督